# Arisierungen in Witten

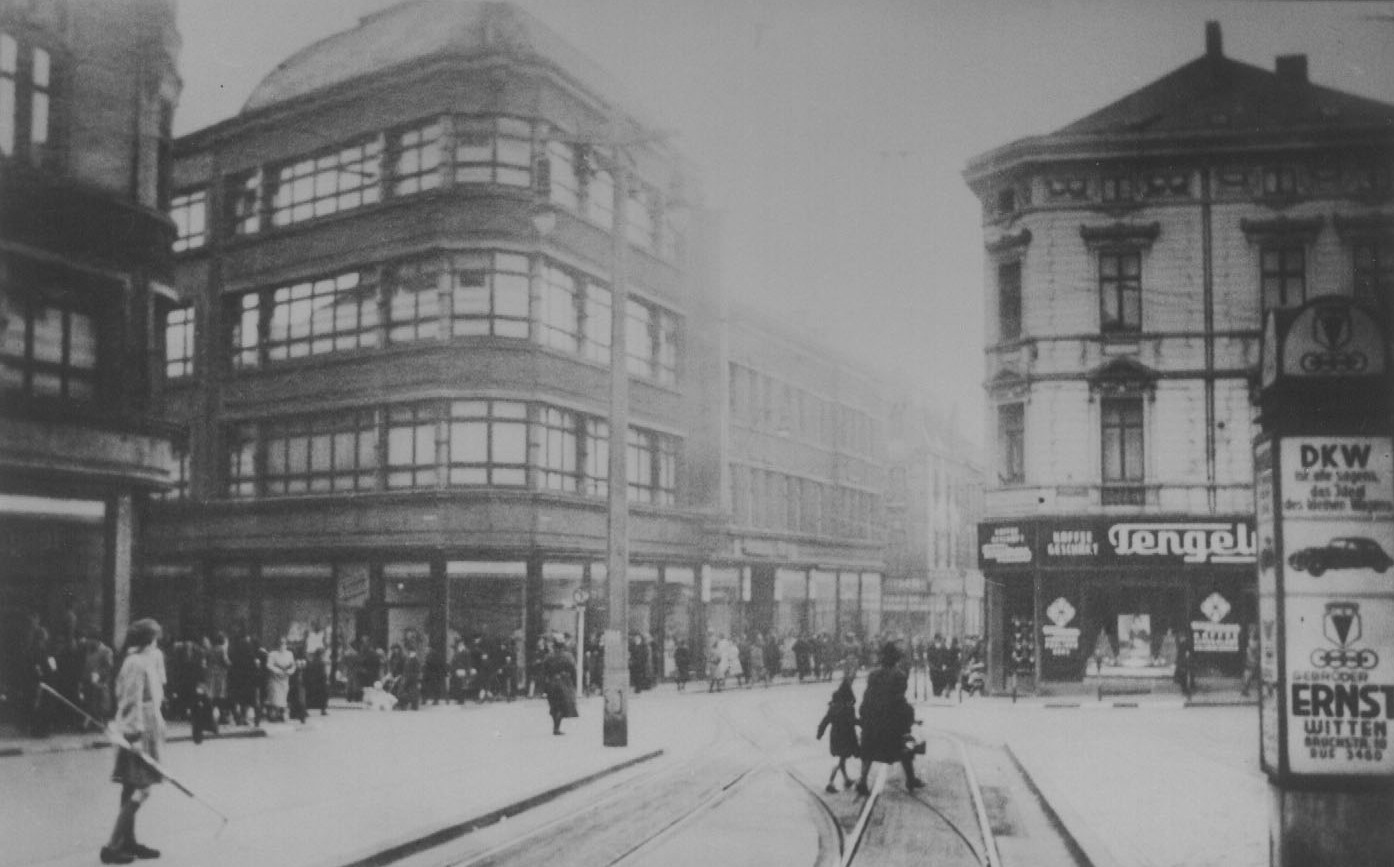
Bahnhofstraße 1930, links Alsberg & Blank

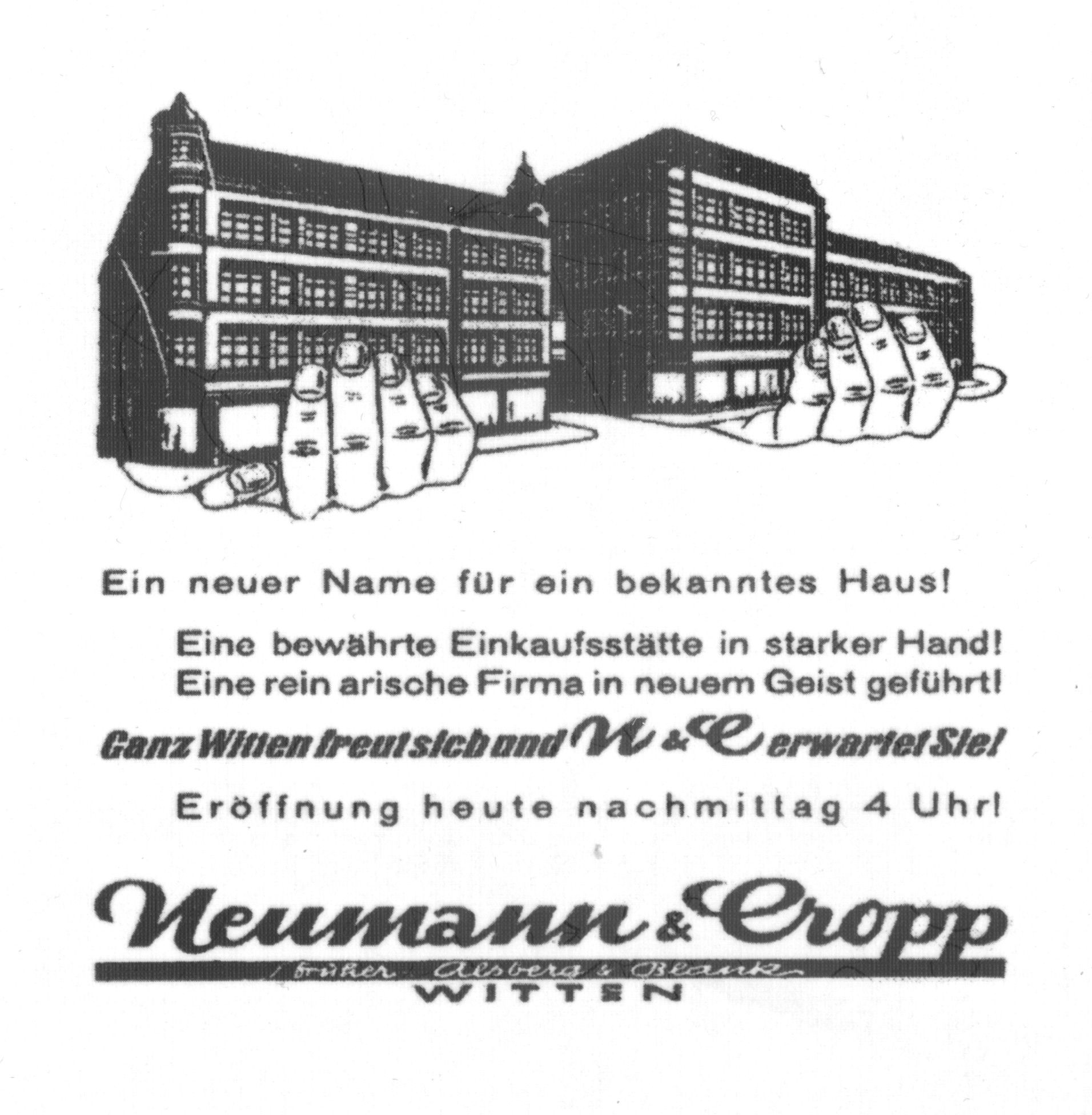
Ganzseitiges Zeitungsinserat im Wittener Tageblatt vom 14. November 1938, das die Neueröffnung von Neumann & Cropp bekannt gibt

Die „Arisierungen“ in Witten waren eine bestimmte Form des Raubes an Eigentum und Besitz von Wittener Juden während der Zeit des Nationalsozialismus. „Arisierungen“ fanden während der NS-Zeit in Witten wie in ganz Deutschland statt.
Jüdische Geschäftsinhaber und Immobilienbesitzer wurden im Rahmen der „Arisierungen“ zuerst gedrängt, ihre Geschäfte, Firmen und Immobilien unter Wert zu verkaufen und – falls sie nicht verkaufen wollten – später enteignet. 14 „Geschäftsarisierungen“ aus den Jahren 1933 bis 1938 und 53 „Immobilienarisierungen“ von 1933 bis 1943 sind in Witten belegt. Daneben gab es eine nicht genau überschaubare Zahl von Geschäftsliquidationen. Auch die Möbel von Juden wurden nach Emigration, Zwangseinweisung in Judenhäuser oder Deportation enteignet und z. T. noch vor dem Haus versteigert.
Beispiele für „Arisierungen“ sind das Textil-Kaufhaus Alsberg & Blank an der Ecke Bahnhofstraße/Heilenstraße (heute Galeria Kaufhof), das 1938 an die Siegener Unternehmer Otto Neumann und Dr. Cropp verkauft wurde, das Schuhgeschäft Rosenberg, 1937 von Gregor Boecker erworben, (heute Klauser) und die Villa Eichengrün in der Husemannstraße, die 1939 an die NSDAP fiel und als Gaufrauenschaftsschule genutzt wurde.

## Noch existierende Gebäude
| Bild           | Lage                                                | Datum         | alter Besitzer              | neuer Besitzer                                             | Ausgang des Rückerstattungsverfahrens      | Bemerkungen                                                         |
| -------------- | --------------------------------------------------- | ------------- | --------------------------- | ---------------------------------------------------------- | ------------------------------------------ | ------------------------------------------------------------------- |
|                | Ardeystraße 68                                      | Nov. 1937     | Louis Schacher              | Bernhard und Berta Felderhoff                              | Nachzahlung                                |                                                                     |
|                | Bahnhofstraße 45                                    |               | Sara Sager                  |                                                            |                                            | Geschäft von Sara Sager                                             |
|                | Bebelstraße 9–11 (seinerzeit Hermann-Göring-Straße) | März 1942     | Sigmund und Josef Rosenthal | KG Gerhard Lieskien                                        | Nachzahlung                                | heute Rosenthalresidenz                                             |
|                | Bebelstraße 13 (seinerzeit Göringstraße)            | Dez. 1938     | Sigmund und Josef Rosenthal | Katharina van Pluer                                        | Nachzahlung                                |                                                                     |
|                | Casinostraße 10                                     | Jan. 1939     | Franziska und Isidor Singer | Elisabeth Mellmann                                         | Nachzahlung                                |                                                                     |
| weitere Bilder | Husemannstraße 17 (seinerzeit Hindenburgstraße)     | 11. Apr. 1939 | Familie Eichengrün          | NSDAP                                                      | Rückerstattung                             | Siehe: Villa Eichengrün                                             |
|                | Mozartstraße 12 (seinerzeit Moltkestraße)           | Apr. 1939     | Rosa Rosenbaum              | Franziska Schneider                                        | Nachzahlung                                |                                                                     |
|                | Nordstraße 12                                       | Apr. 1939     | Max Blank                   | Dr. Karl Spelberg                                          | Nachzahlung                                |                                                                     |
| weitere Bilder | Nordstraße 16                                       | Dez. 1938     | Dr. med. Julius Böheimer    | Dr. Erich Stoewer                                          | Nachzahlung                                |                                                                     |
|                | Nordstraße 23                                       | März 1938     | Anna Marx                   | Friedrich Müller                                           | Nachzahlung                                |                                                                     |
|                | Oberstraße 7–9                                      | Mai 1940      | Herbert Klein               | Fritz Korten                                               | Nachzahlung                                | in Fundamenten erhalten; Beschreibung als Audio-Datei (MP3; 5,4 MB) |
|                | Parkweg 14                                          | Juli 1939     | Moritz Hanf                 | Kurt Spelsberg                                             | Nachzahlung                                |                                                                     |
|                | Ruhrstraße 40                                       | Feb. 1939     | Josua und Irma Sommer       | Heinrich Krüdenscheidt und Hermann Stratmann (Firma Nagel) | Nachzahlung                                |                                                                     |
|                | Sprockhöveler Straße 150                            | März 1935     | Hedwig Buchthal             | Georg Motz                                                 | Nachzahlung                                |                                                                     |
|                | Theodor-Heuss-Straße 5 (seinerzeit Gerberstraße)    | Juni 1939     | Hedwig Buchthal             | Johannes Micus                                             | Nachzahlung                                | Beschreibung als Audio-Datei (MP3; 3,6 MB)                          |
|                | Wiesenstraße 26                                     | Okt. 1938     | Sara Sager                  | Deutsches Reich                                            | Rückerstattung an Jewish Trust Corporation | fiel nach Deportation an das Deutsche Reich                         |

## Geschäftsarisierungen
| Name                         | Lage                                                | Datum         | alter Besitzer                  | neuer Besitzer                                          | Ausgang des Rückerstattungsverfahrens | Bemerkungen                                                         |
| ---------------------------- | --------------------------------------------------- | ------------- | ------------------------------- | ------------------------------------------------------- | ------------------------------------- | ------------------------------------------------------------------- |
| Putz- & Modewaren Singer     | Bahnhofstraße 32                                    | Sep. 1933     | Franziska Singer                | Johanna Winkel                                          | Antrag zurückgezogen                  |                                                                     |
| Kolonialwaren Buchthal       | Theodor-Heuss-Straße 5 (seinerzeit Gerberstraße)    | 10. Jan. 1935 | Hedwig Buchthal                 | Johannes Micus                                          | Nachzahlung                           | Beschreibung als Audio-Datei (MP3; 3,6 MB)                          |
| Lebensmittel Goldblum        | Bahnhofstraße 25                                    | 12. Nov. 1935 | Adolf Goldblum                  | Gustav Bruderek                                         | Nachzahlung                           |                                                                     |
| Altwaren Schacher            |                                                     | März 1937     | Louis Schacher                  | Wilhelm Scheuber                                        | Nachzahlung                           |                                                                     |
| Metzgerei Stern              | Johannisstraße 7                                    | 1. Mai 1937   | Moritz Stern                    | Heinrich Kamperhoff                                     | Nachzahlung                           |                                                                     |
| Schuhgeschäft Rosenberg      | Bahnhofstraße 17                                    | Nov. 1937     | Siegfried Rosenberg             | Gregor Boecker                                          | Nachzahlung                           |                                                                     |
| Kaufhaus Gebrüder Rosenthal  | Bebelstraße 9–11 (seinerzeit Hermann-Göring-Straße) | 9. Dez. 1937  | Sigmund und Josef Rosenthal     | KG Gerhard Lieskien                                     | Nachzahlung                           |                                                                     |
| Metzgerei Paul               | Hauptstraße 51                                      | Apr. 1938     | Leopold Paul                    | Johann Nümann                                           | Nachzahlung                           |                                                                     |
| Metzgereiartikel Leiser      | Ruhrstraße 19                                       | Juli 1938     | Samuel Leiser                   | Karl Heinze und Heinrich Fröhlich                       | Antrag abgewiesen                     |                                                                     |
| Altwaren Rothschild          | Breite Straße 49                                    | Aug. 1938     | Isidor Rothschild               | Anna Domberg                                            | Nachzahlung                           |                                                                     |
| Gemischtwaren Hugo Rosenthal | Hörder Straße 327                                   | 27. Okt. 1938 | Hugo Rosenthal                  | Fritz Waltemath, Pauline Waltemath und Elfriede Amelong | Nachzahlung                           |                                                                     |
| Alsberg & Blank              | Ecke Bahnhofstraße/Heilenstraße                     | 2. Nov. 1938  | Bertha Eichengrün und Max Blank | Otto Neumann und Dr. Cropp                              | Vergleich                             | Beschreibung als Audio-Datei (MP3; 6,2 MB)                          |
| Metzgerei Klein              | Oberstraße 7–9                                      | 19. Nov. 1938 | Herbert Klein                   | Fritz Korton                                            | Nachzahlung                           | in Fundamenten erhalten; Beschreibung als Audio-Datei (MP3; 5,4 MB) |
| Papiergroßhandel Teichmann   |                                                     | 21. Dez. 1938 | Moritz Teichmann                | Emil Olsberger                                          | kein Rückerstattungsverfahren         |                                                                     |